# Gregor Staub

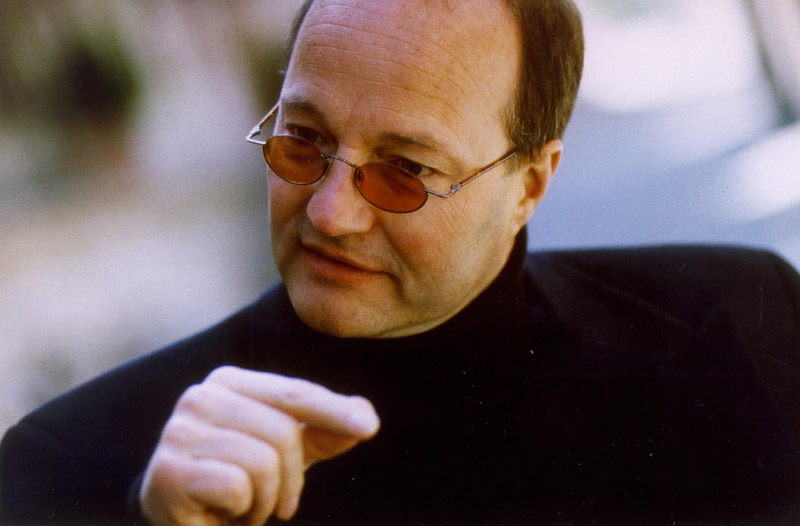
Gregor Staub

Gregor Staub (* 3. Juni 1954) ist ein Schweizer Autor und Gedächtnistrainer.

## Werdegang
Staub studierte an der höheren Wirtschaftsschule (HWV) in Olten und schloss das Studium als Betriebsökonom ab. 1989 war Staub Mitgründer und Initiator der Firma Pacojet. Seit 1991 vermittelt er in seinen Seminaren Methoden und Techniken, um sich Dinge schnell und einfach merken zu können. Basis seiner Arbeit ist die altgriechische MNEMO-Technik. Staub beschäftigt sich auch mit der Vedischen Mathematik und hat dazu im Jahr 2011 ein Buch veröffentlicht, in dem er die Methoden beschreibt, wie man bei Rechenaufgaben schnell an das richtige Ergebnis kommt.

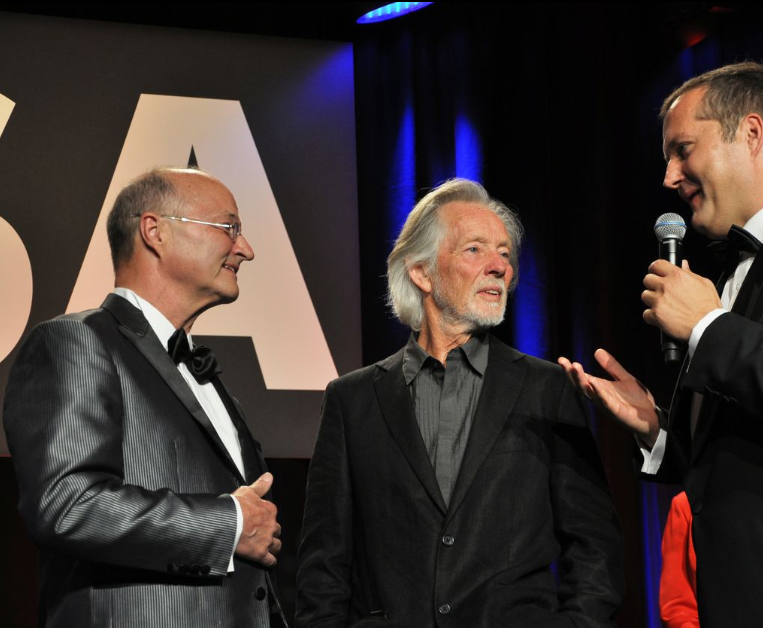
Gregor Staub (links) bei einer Ehrung mit Klaus Voormann (Mitte)

Zudem befasst er sich mit dem Thema Legasthenie, zu dem er im Jahr 2007 ein Buch sowie ein Lernprogramm veröffentlicht hat.
In den vergangenen 30 Jahren war Staub immer wieder zu Gast bei deutschsprachigen Radio- oder TV-Sendern, z. B. Sat.1, NDR, ARD oder regionalen Sendern.
Staub begleitete und unterstützte Klaus Voormann, den fünften Beatle, auf seinem beruflichen Weg. Voormann erwähnte Staub im Jahr 2010 dankend auf seiner CD „A Sideman's Journey“ zusammen mit Paul McCartney und Ringo Starr. Im Jahr 2013 war Voormann Überraschungsgast bei einer Hall of Fame-Ehrung von Staub.
Staub ist verheiratet und hat zwei Töchter.

## Veröffentlichungen
- Hol dir ein besseres Gedächtnis! Mentale Techniken, Lernen mit Erfolg. HOWTO mit Gregor Staub, Europas erfolgreichster Gedächtnistrainer, Molino Verlag, Leonberg 2022, ISBN 978-3-948696-25-2.
- Fitnessstudio fürs Gehirn: Optimales Gedächtnistraining für Privatleben, Schule und Beruf. mvg Verlag, München 2003, ISBN 978-3-86415-959-6.
- (hrsg. mit Gwen Bach) Vedische Mathematik. Rechnen und Kopfrechnen für Schüler und Erwachsene.
- Staub mega memory (Eigenverlag), Rheinfelden 2011, ISBN 978-3-00-035514-1.
- mega memory Gedächtnistraining – eLearning-Edition, Eigenverlag 2008.
- mega memory Gedächtnistraining – Premium Edition, Eigenverlag 2008.
- Legasthenie und Rechtschreibschwäche – Machen wir das Beste draus, Eigenverlag 2007.
- Mega Memory. Optimales Gedächtnistraining für Privatleben, Schule und Beruf. mvg Verlag, Heidelberg 2006, ISBN 3-636-07090-8.
- A, B, C, D, E, F, äh...? : die besten Techniken, damit sich Ihr Kind alles merken kann. mvg Verlag, München 2003, ISBN 3-478-08338-9.
- Gedächtnistraining. Mit Mega-Memory gegen die Vergeßlichkeit. Econ, Berlin 2003, ISBN 3-430-18753-2.
- Wo war ich gerade? In Reden und Vorträgen nie mehr den Faden verlieren. mvg Verlag, München 2003, ISBN 3-478-08339-7.
- Wie heißt nochmal der Dingsbums? Namen und Gesichter nie mehr vergessen. mvg Verlag, München 2003, ISBN 3-478-08336-2.
- Was, heute war das? Geburtstage, PINs und andere wichtige Zahlen nie mehr vergessen. mvg Verlag, München 2003, ISBN 3-478-08337-0.